# Benny Goodman

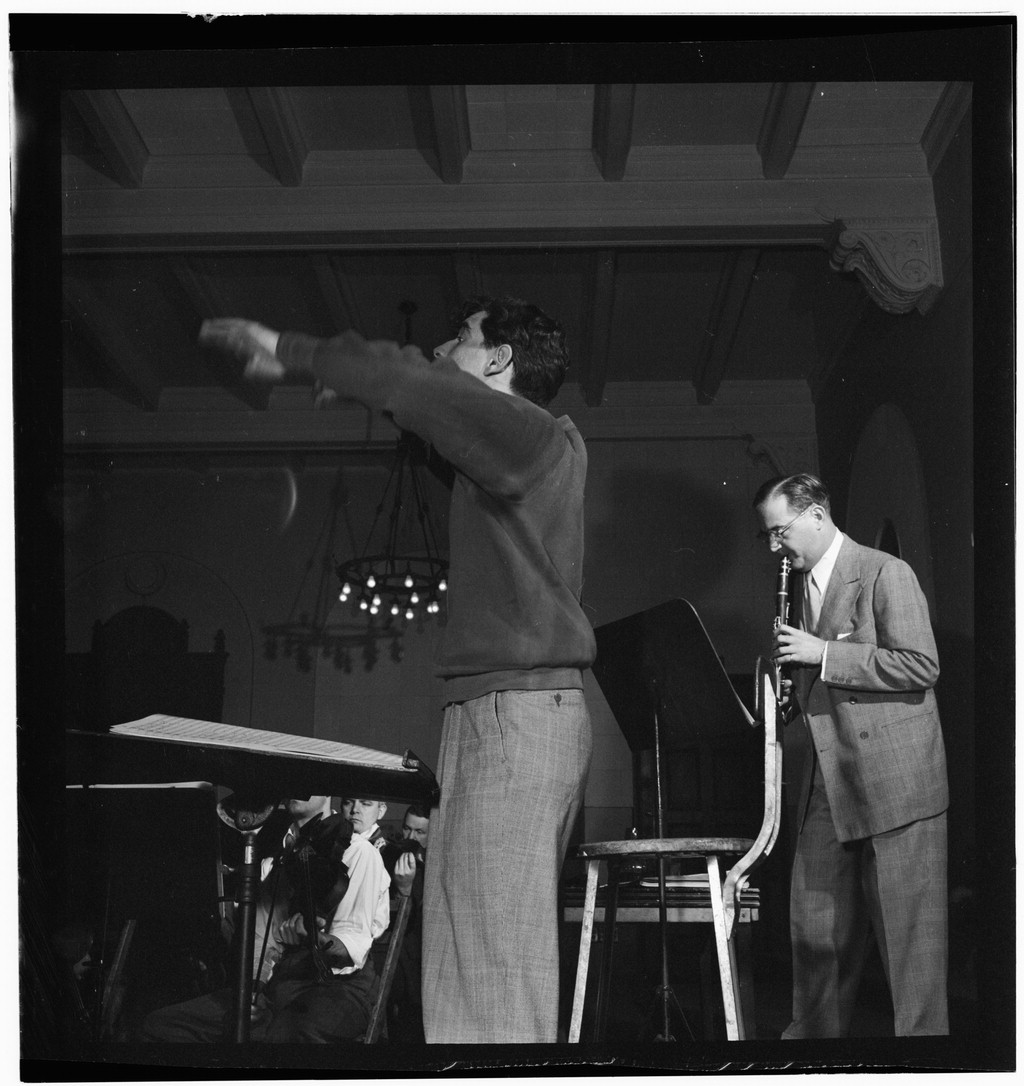
Benny Goodman, Leonard Bernstein a Max Hollander, Carnegie Hall, New York, foto: William P. Gottlieb

Benny Goodman, celým jménem Benjamin David Goodman (30. května 1909, Chicago, Illinois – 13. června 1986, Manhattan, New York ) byl legendární swingový (později jazzový) muzikant, klarinetista, skladatel a herec, který si během dlouholeté kariéry vysloužil přezdívku jako „Král swingu“, „Patriarcha klarinetu“, „Pán profesor“ nebo „Starý swingový státník“.
Jeho big band se nejprve proslavil jako součást zábavného programu Let's Dance, který běžel v sobotu večer na radiovém kanálu NBC na začátku roku 1935. Svou kariéru začal už jako 20letý v roce 1929, když hrával s populárními skupinami a orchestry, které krom vystupování v televizi a rádiu i nahrávaly hudbu ke krátkým filmům.
V červenci 1935 jeho orchestr nahrál nejznámější skladby King Porter Stomp a Sometimes I'm Happy, pro které aranžmá upravil klavírista a skladatel Fletcher Henderson. Jelly Roll Morton a Joe „King“ Oliver nahráli skladbu King Porter Stomp už v roce 1924.

## Mládí Bennyho Goodmana
Klarinetista a kapelník Benny Goodman se narodil Benjaminu Davidovi Goodmanovi dne 30. května 1909 v Chicagu, Illinois. Syn židovských emigrantů z Varšavy byl deváté dítě v rodině, a měl celkem 11 sourozenců. Jeho otec pracoval jako krejčí, aby zabezpečil velkou rodinu, ale peníze byly pro rodinu Goodmanů vždy problém.
Ve věku 10 let ho otec přihlásil do dětského synagogálního orchestru na Kehelah Jacob, kde dostal svůj první klarinet. Učil se hrát pod dohledem Franze Schoeppa, který byl členem Chicagského symfonického orchestru. Debutoval v roce 1921. Hrával s místními kapelami a stal se členem Americké federace hudebníků již ve věku 14 let.

### Hvězda Jazzu
Goodman nastoupil do orchestru Bena Pollacka a v roce 1926 s ním odjel do Los Angeles, kde měli sjednáno angažmá. Zůstal s kapelou čtyři roky, nakonec se stal jedním z jejích předních sólistů. V roce 1928 Goodman vydal svou první nahrávku „Jazz Holiday“. Poté opustil kapelu a v následujícím roce se odstěhoval do New Yorku. Goodman našel práci, hraní v rádiu a nahrávání v orchestrech na Broadwayi. Natáčel s jazzovými legendami jako byli např. Bix Beiderbecke, Hoagy Carmichael, Fats Waller, Ted Lewis nebo Bessie Smith. V roce 1931 Goodman slavil svůj první úspěch s písní „He's Not Worth Your Tears“ se Scrappy Lambertovou. Jeho cílem bylo vytvořit vlastní orchestr a v roce 1932 sestavil pro zpěváka Russe Columba doprovodnou kapelu, která se stala zárodkem Benny Goodman Orchestra.
V roce 1934 získal orchestr nabídku od rozhlasové stanice NBC na vystupování v pořadu Let's dance, který si získal velkou popularitu.

## Kariéra
V roce 1935 Goodman hrál se svým orchestrem, který v té době zahrnoval trumpetisty Ziggyho Elmana a Harryho Jamese, klavíristy Jess Stacyho a Teddy Wilsona, a bubeníka Gene Krupu. Spolupracoval s ním také jeden z nejlepších swingových aranžérů Fletcher Henderson. Teddy Wilson byl prvním Afroameričanem se stálým angažmá v bělošském orchestru. Goodman chtěl získat do kapely ty nejlepší muzikanty a nedbal na rasové předsudky. Orchestr se vypravil na první velké turné po Spojených státech a 21. srpna 1935 ohromil publikum v sále Palomar v Los Angeles.
Od té doby Goodmanova popularita nadále vzrůstala. Vystoupení jeho orchestru 8. prosince 1935 v Chicagu bývá označováno za první skutečný jazzový koncert. Rok 1935 byl začátkem swingové éry. Goodmanův big band byl před koncem roku vyhlášen ve čtenářské anketě časopisu Metronome nejlepší swingovou kapelou. Orchestr vynikal dokonalou souhrou, virtuózními sólovými výstupy a originální instrumentací. Sám Goodman byl brilantní klarinetista a jeho hra se stala synonymem swingové hudby. Měl osobitý styl s průzračným tónem ve vysokých polohách.
Téhož roku se kapela stala hostem hudebního rozhlasového pořadu „Camel Caravan“. Program běžel až do roku 1939. Goodman se také objevil v „The Big Broadcast of 1937“. Dále pak pokračoval ve tvorbě hned několika filmů, včetně, Hollywood Hotel„ (1937), „Syncopation“ (1942) a „Sweet a Low-Down“ (1944).
Od poloviny třicátých let vedle big bandu působilo jazzové trio ve složení Goodman (klarinet), Wilson (piano) a Krupa (bicí), které pravidelně vystupovalo v chicagském hotelu Clarion. Když se v roce 1936 přestěhovali do New Yorku, přidal se k nim vibrafonista Lionel Hampton. Jako Benny Goodman Quartet hrávali v divadle Paramount, před kterým se už od rána tvořily dlouhé fronty posluchačů. V polovině třicátých let byl Benny Goodman nejpopulárnější postavou swingové éry.
Goodmanův orchestr byl první jazzový soubor, který vystoupil v New Yorku ve slavné Carnegie Hall dne 6. ledna 1938. Záznam byl vydán na gramofonových deskách jako první živě nahraný jazzový koncert. Ve stejném roce vydal jednu ze svých mnoha populárních písní, „Sing, Sing, Sing“ , která byla později uvedena do síně slávy Grammy.
V Carnegie Hall vystoupil Benny Goodman v roce 1939 také jako interpret vážné hudby. Přednesl Bartókovy Kontrasty pro klarinet, housle a klavír, přičemž u klavíru seděl samotný skladatel, kterého považoval za svého dobrého přítele. Goodman koncertoval se symfonickými i komorními orchestry a v žánru klasické hudby nahrál několik desek. Klarinetové party pro něj napsali známí skladatelé, např. Paul Hindemith, Aaron Copland, Morton Gould.
Kvůli zdravotním potížím rozpustil svůj orchestr, ale na podzim roku 1940 už měl novou kapelu. V těchto letech Goodman také čelil konkurenci jiných populárních muzikantů, jako Artie Shaw a Glenn Miller.

## Vybledlá hvězda
V roce 1940 Goodman zaznamenal jen tři hity v první desítce, mezi nimi např. „Darn That Dream.“ Některé z jeho dalších hitů z této éry byly „There'll Be Some Changes Made,“ zpívaný Louisem Tobinem, a „Somebody Else Is Taking My Place“ s vokály Peggy Lee. V roce 1942 si Goodman vzal sestru Johna Hammonda Alici. Měli spolu dvě dcery, Rachel a Benjie.
Poté, co druhá světová válka skončila v roce 1945, se jazzová scéna začala měnit, pohybovala se více k bebop stylu. Goodmanovi se nakonec rozpadl jeho big band a hrál s malými skupinami v průběhu několika let. S hudebníkem-komikem Victorem Borgem moderoval nějaký čas radiový pořad. Goodman také hrál v roce 1948 v hudební komedii,, A Song Is Born„ (Zrodila se píseň), v níž se představily jazzové osobnosti jako byli Louis Armstrong, Tommy Dorsey , Lionel Hampton a další.
V letech 1950 až 1960 Goodman často koncertoval v zahraničí. Cestoval Evropou během roku 1950. V roce 1956 Goodman odcestoval na Dálný východ na přání ministerstva zahraničí v USA. Vystoupil na světové výstavě Expo 58 v Bruselu. V rámci kulturního výměnného programu amerického ministerstva zahraničí koncertoval ve velkých městech Sovětského svazu v roce 1962.
S Genem Krupou, Teddym Wilsonem a Lionelem Hamptonem se Goodman vrátil do hitparád s albem Together Again! (1964). Jeho dalším albem bylo v roce 1971,, Benny Goodman Today“ ze živého vystoupení ve Stockholmu. V roce 1976 vystoupil na Mezinárodním jazzovém festivalu v sále Lucerny v Praze.

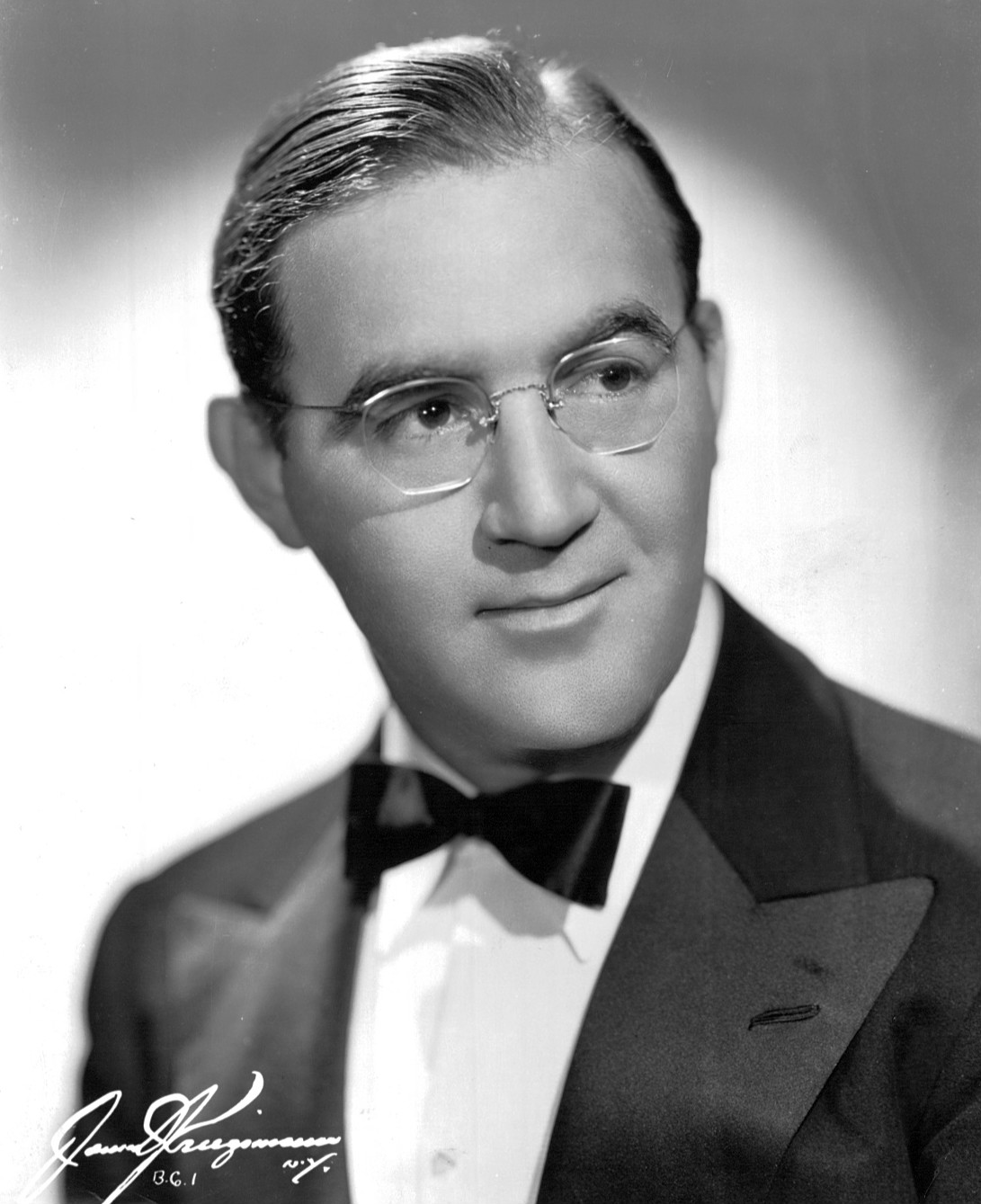

## Poslední roky Bennyho Goodmana
V roce 1980 se mu začal zhoršovat zdravotní stav. Zemřel na selhání srdce 13. června 1986 ve věku 77 let v New York City. Malý soukromý pohřeb se konal pro jeho rodinu ve městě Stamford v Connecticut, kde byl dlouholetým rezidentem. Byl pohřben vedle své manželky na hřbitově Long Ridge, jen několik dní po svém posledním vystoupení.
Nedlouho před svou smrtí dostal cenu za celoživotní dílo Grammy . Byl držitelem mnoha dalších poct a čestných doktorátů z amerických univerzit (Harvard, Yale, Brandeis University, Bard College a j.). V roce 1977 mu Mezinárodní hudební rada UNESCO udělila jako prvnímu jazzovému hudebníkovi na světě Cenu za hudbu na valném shromáždění v Bratislavě.
Stále znám jako jeden z největších umělců jazzu, Goodman byl také uveden na poštovní známce v roce 1996 jako součást série Legendy American Music.

## Diskografie
- A Jazz Holiday (1928, Decca)
- Benny Goodman and the Giants of Swing (1929, Prestige)
- BG and Big Tea in NYC (1929, GRP)
- Swinging '34 Vols. 1 & 2 (1934, Melodean)
- Sing, Sing, Sing (1935, Bluebird)
- The Birth of Swing (1935, Bluebird)
- Original Benny Goodman Trio and Quartet Sessions, Vol. 1: After You've Gone (1935, Bluebird)
- Stomping at the Savoy (1935, Bluebird)
- Air Play (1936, Doctor Jazz)
- Roll 'Em, Vol. 1 (1937, Columbia)
- Roll 'Em, Vol. 2 (1937, CBS)
- From Spirituals to Swing (1938, Vanguard)
- Carnegie Hall Jazz Concert (1938, Columbia)
- Carnegie Hall Concert Vols. 1, 2, & 3 (Live) (1938, Columbia)
- Mozart Clarinet Quintet (with Budapest String Quartet) (1938, Victor)
- Ciribiribin (Live) (1939, Giants of Jazz)
- Swingin' Down the Lane (Live) (1939, Giants of Jazz)
- Featuring Charlie Christian (1939, Columbia)
- Eddie Sauter Arrangements (1940, Columbia)
- Swing Into Spring (1941, Columbia)
- Undercurrent Blues (1947, Blue Note)
- Swedish Pastry (1948, Dragon)
- Sextet (1950, Columbia)
- BG in Hi-fi (1954, Capitol)
- The Benny Goodman Story Volume 1 (1955?, Decca)
- The Benny Goodman Story Volume 1 (1955?, Decca)
- Mozart Clarinet concerto (with Boston symphomy) (1956)
- Peggy Lee Sings with Benny Goodman (1957, Harmony)
- Benny in Brussels Vols. 1 & 2 (1958, Columbia)
- In Stockholm 1959 (1959, Phontastic)
- The Benny Goodman Treasure Chest (1959, MGM)
- Swing With Benny Goodman And His Orchestra (1960s?, Columbia/Harmony)
- Benny Goodman in Moscow (1962, RCA Victor)
- Benny Goodman And His Orchestra (1977)
- The King Swings Star Line
- Pure Gold (1992)
- 1935–1938 (1998)
- Portrait of Benny Goodman (Portrait Series) (1998)
- Carnegie Hall Jazz Concert '38 (1998)
- Bill Dodge All–star Recording (1999)
- 1941–1955 His Orchestra (1999)
- Live at Carnegie Hall (1999)
- Carnegie Hall: The Complete Concert (2006) Remasterované

## Filmografie
- The Big Broadcast of (1937)
- Hollywood Hotel (1938)
- Syncopation (1942)
- The Powers Girl (1942)
- Stage Door Canteen (1943)
- The Gang's All Here (1943)
- Sweet and Lowdown (1944)
- Sweet and Low Down (1944) – jediný film, kde hrál Benny hlavní roli
- A Song Is Born (1948)
- The Benny Goodman Story (1955) – film o Benny Goodmanovi